# 比洛利斯西亞
45°53′53″N 29°41′50″E / 45.89806°N 29.69722°E

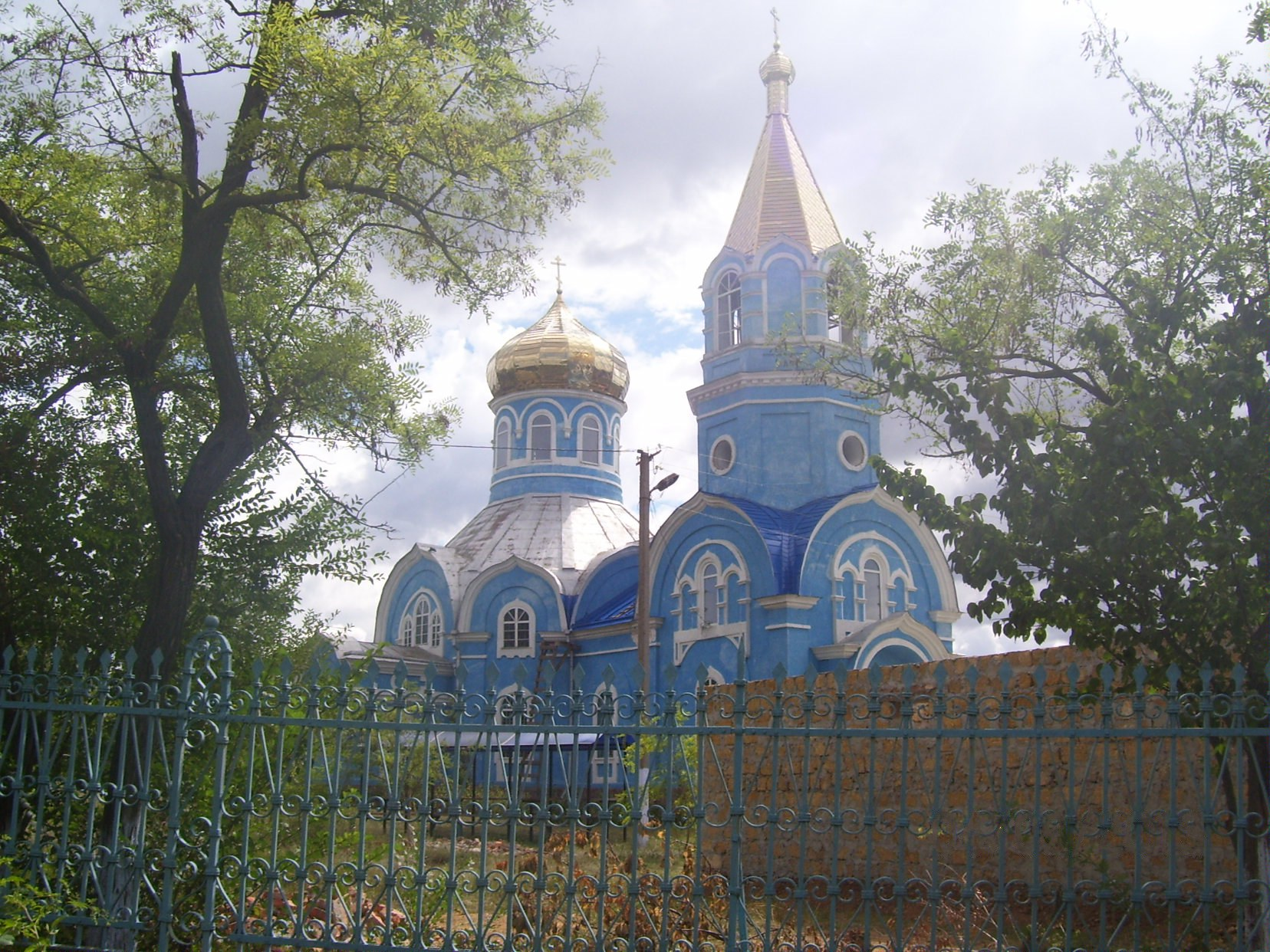

比洛利斯西亞（烏克蘭語：Білолісся）是位於烏克蘭西南部的村莊，由敖德萨州裡比爾霍羅德-德涅斯特羅夫斯基區的韃靼布納雷市鎮負責管轄。該村始建於1807年，面積4.32平方公里，海拔高度3米，2001年人口2,335，人口密度每平方公里540人。